# Helpston
Helpston är ort och civil parish i Storbritannien.   Den ligger i kommunen City of Peterborough i riksdelen England, i den sydöstra delen av landet, 130 km norr om huvudstaden London. Helpston ligger 19 meter över havet och antalet invånare är 870.
Terrängen runt Helpston är platt. Runt Helpston är det tätbefolkat, med 459 invånare per kvadratkilometer. Närmaste större samhälle är Peterborough, 9,3 km sydost om Helpston. Runt Helpston är det i huvudsak tätbebyggt.